# Alan Herndon
Alan Michael Herndon (Colorado Springs, 10 novembre 1994) è un cestista statunitense.